# Kunio Nagayama
Kunio Nagayama (永山 邦夫, Nagayama Kunio) est un footballeur japonais né le 16 septembre 1970.